# 養老寺
養老寺（ようろうじ）は、岐阜県養老郡養老町にある真宗大谷派の寺院である。

## 概要
山号は滝寿山。「養老孝子伝説」の源丞内ゆかりの寺院であり、不老長寿に利益（りやく）があるという。多芸七坊の1つ。
本尊は十一面千手観世音菩薩。
西美濃三十三霊場第二十五番札所。本堂の左にある滝守不動明王堂は養老の滝を修験の場とする。

## 沿革
伝承によれば、奈良時代の元正天皇の御代、源丞内（養老孝子伝説の実在した人物。後の美濃守）が開いたという。当時は法相宗の寺院であった。天平年間、（養老山麓は法相宗修業地となり、大規模な伽藍が造られた。当時は現在の養老町高林地区（現在より東南約1km）にあった。
永禄年間（1558年～1569年）、織田信長の兵火で焼失するが、天正年間に伊藤祐盛が現在地に小堂として再建し、その後1607年（慶長12年）に美濃国高須藩藩主徳永寿昌の援助で本堂が再建される。このころ浄土真宗に改宗する。

## 文化財
重要文化財
- 木造千手観音（十一面千手観世音菩薩）
- 立像（鎌倉時代初期、寄木造）
- 太刀（銘国光）（鎌倉時代、徳川家康寄進）
- 剣銘不明（平安時代）

岐阜県指定重要文化財
- 不動明王立像[1] （鎌倉時代作？、木造）

## 所在地
- 岐阜県養老郡養老町養老公園1276-1

## 交通アクセス
- 養老鉄道養老線 養老駅より徒歩で約20分。

## その他
「養老孝子伝説」の登場人物の源丞内の墓は、養老寺の境内に実在する。
毎年3月の春分の日、菊水泉「名水百選」の水を滝守不動明王に奉納し、養老の滝の安全を祈願する。
「養老孝子伝説」は、鎌倉時代の古今著聞集に記載されているものであり、親孝行の教訓として語り伝えられた話という。
滝守不動明王堂の不動明王は鯰に乗ってきたといわれ、鯰を食べて参拝したり、滝に浴すると罰があたるといわれる。